# Карпов Іван Якович
Іван Якович Карпов (1927—1956) — старший лейтенант Радянської Армії, учасник придушення Угорської революції 1956 року, Герой Радянського Союзу (1956).

## Біографія
Іван Карпов народився 21 липня 1927 року у селі Гарусово (нині — у Опочецькому районе Псковської області). Отримав середню освіту. У роки Великої Вітчизняної війни залишився без батька, що був розстріляний окупантами за зв'язок з партизанами, після чого також пішов до партизанів, брав участь у бойових операціях. У квітні 1945 року Карпов був призваний на службу у Робітничо-селянську Червону Армію. У 1951 році він закінчив курси молодших лейтенантів, у 1952 році — Чернівецьке піхотне училище. До осені 1956 року Карпов служив у Прикарпатському військовому окрузі, командував мотоциклетним взводом 73-го гвардійського окремого розвідувального батальйону 128-ї гвардійської стрілецької дивізії 38-ї армії.
У жовтні 1956 року Карпов у складі своєї дивізії вступив на територію Угорської Народної Республіки та взяв активну участь у боях з угорськими повстанцями. 4 листопада 1956 року його взвод брав участь у штурмі будівлі кінотеатру «Корвін» на проспекті Юлле у Будапешті, де розташовувався центр повстання. У тому бою Карпов загинув. Похований на будапештському кладовищі Керепеші.
Указом Президії Верховної Ради СРСР від 18 грудня 1956 року за «мужність та відвагу, проявлені при виконанні військового обов'язку» гвардії старший лейтенант Іван Карпов посмертно був удостоєний високого звання Героя Радянського Союзу. Також був нагороджений орденом Леніна та рядом медалей.